# اپسیلون ذات‌الکرسی
اپسیلون ذات‌الکرسی یک ستاره است که در صورت فلکی ذات‌الکرسی قرار دارد.